# Jeanette (cantante)
Jeanette, pseudonimo di Jeanette Anne Dimech (Londra, 10 ottobre 1951), è una cantante britannica naturalizzata spagnola, interprete di brani cantati in spagnolo, ma anche in catalano, inglese, giapponese, portoghese, tedesco e francese.

## Biografia
Jeanette nacque da madre spagnola, originaria delle Isole Canarie, mentre il padre era originario del Congo belga. A causa del lavoro di import-export dei nonni, visse con i genitori a Londra, successivamente a Chicago e poi in California, dove crebbe. Dopo la separazione dei genitori all'età di 12 anni, si spostò a Barcellona, con la madre, il fratello e la sorella.

### Porque te vas
Iniziò a cantare nel gruppo Pic-Nic ma ben presto cominciò la carriera solista. Il suo maggior successo, Porque te vas, fu scritto da José Luis Perales all'inizio del 1974 ma inizialmente venne quasi ignorato. Nel 1976 fu scelta per il film Cría cuervos che ebbe un notevole successo, premiato al Festival di Cannes, dove ottenne il Grand Prix Speciale della Giuria, e al Festival internazionale del cinema di Berlino, che le assegnò il Premio Speciale della giuria. Dal quel momento il brano acquistò fama, accrescendo anche quella dell'autore e della cantante, raggiungendo la posizione numero 13 in Austria, la numero 4 in Svizzera e la vetta in Germania.

### Gli anni '80
Dopo molti successi anche in Sud America l'album pubblicato nel 1984 Ojos en el sol non ottiene i risultati sperati e di conseguenza la cantante preferì non rinnovare il contratto con la casa discografica, ritirandosi dalla scena pubblica. Dopo tanta insistenza accettò nel 1989 di pubblicare un nuovo album, intitolato Loca por la música, ma anche questo passa inosservato, nonostante con il passare del tempo questo sia stato considerato il miglior disco da lei realizzato.
Negli anni '90, dopo una non fortunata gestione di un negozio di moda, torna sulle scene con altri cantanti degli anni '60 e '70 in una serie di concerti revival di quegli anni, riproponendo i suoi grandi successi.

## Discografia
Albums
Pic-Nic:
- 1968: Pic-Nic
- 1969: Cállate, niña

Jeanette:
- 1973: Palabras, promesas
- 1974: Porque te vas
- 1977: Todo es nuevo
- 1981: Corazón de poeta
- 1983: Reluz
- 1984: Ojos en el sol
- 1989: Loca por la música
- 1996: Sigo rebelde (Recopilatorio)

### Singoli
Pic-Nic:
- 1967: Cállate, niña / Negra estrella
- 1968: Amanecer / No digas nada
- 1968: Me olvidarás / Él es distinto a ti
- 1968: Hush, little baby / Blamin's not hard to do / You heard my voice

Jeanette:
- 1971: Soy rebelde / Oye mamá, oye papá
- 1972: Estoy triste / No digas nada
- 1973: Palabras, promesas / Debajo del platanero
- 1974: Porque te vas / Seguiré amando
- 1975: Hoy nos hemos dicho adiós / El mundo con amor
- 1977: Todo es nuevo / Pequeña preciosa
- 1978: No digas buenas noches / Heaven, please, don't let it rain tonight
- 1978: Voy a tener un niño / De mujer a mujer
- 1978: Don't say goodnight to a lady of Spain / Tzeinerlin
- 1980: Valley of love / Summer holiday
- 1981: Frente a frente / Cuando estoy con él
- 1981: Corazón de poeta / Comiénzame a vivir
- 1981: Sorrow / A heart so warm and so tender
- 1982: El muchacho de los ojos tristes / Toda la noche oliendo a ti
- 1983: Reluz / Más de cien sentidos
- 1983: Con qué derecho / No me fío más
- 1984: Amiga mía / Baila conmigo
- 1984: Ojos en el sol / Buenas noches
- 1989: China / Por nada del mundo
- 1989: Loca por la música / Sinceridad